# Konsistorium Leipzig

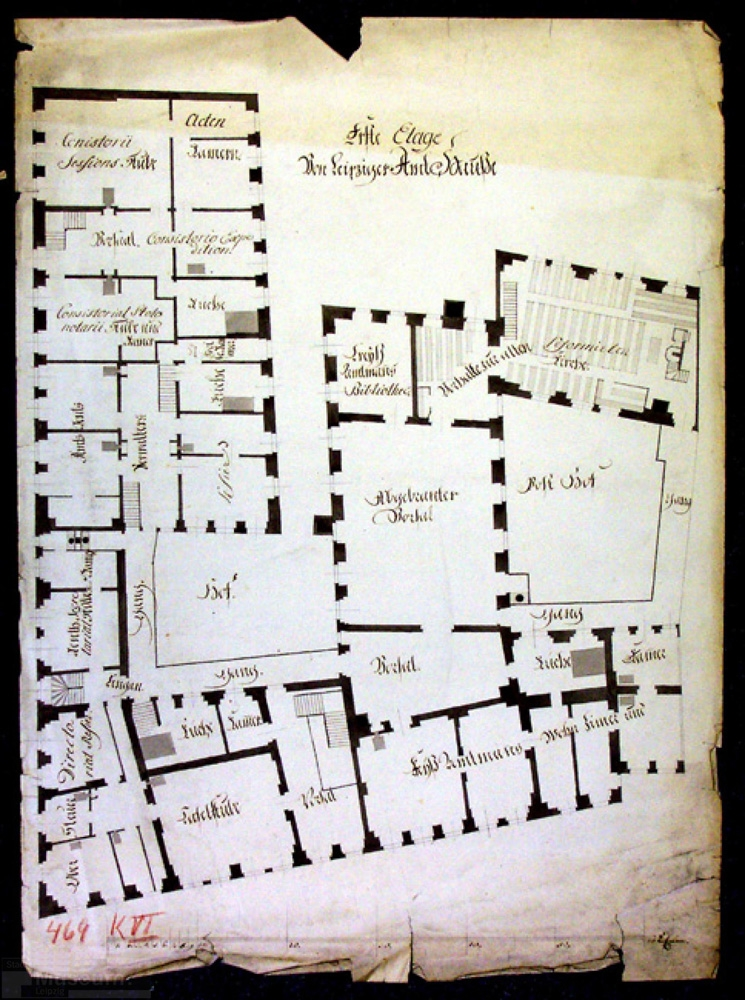
Grundriss des Amtshauses in Leipzig. Die Räume links oben dienten dem Konsistorium.

Das Konsistorium Leipzig war eine der staatlichen Institutionen im Kurfürstentum und danach im Königreich Sachsen zur Ausübung des landesherrlichen Kirchenregiments nach der Reformation über die evangelisch-lutherische Kirche.

## Geschichte
Das Konsistorium Leipzig wurde 1550 eingerichtet. Es war zuständig für den Leipziger Kreis, den Thüringer Kreis, das ehemalige Bistum Naumburg und zeitweilig auch für das Gebiet des ehemaligen Bistums Merseburg. Weitere sächsische Konsistorien existierten in Wittenberg (Konsistorium Wittenberg für den Kurkreis), Wurzen (Stiftsamt Wurzen), Glauchau (Schönburgische Herrschaften) und Meißen (Meißnischer Kreis). 1602 wurde das Meißner Konsistorium als Oberkonsistorium nach Dresden verlegt und damit zur vorgesetzten Behörde für die übrigen Konsistorien. Seit den Unterwerfungserklärungen der Grafen zu Stolberg-Stolberg (1730) und Stolberg-Roßla (1731) unter kursächsische Lehnshoheit unterstanden auch die Konsistorien Stolberg-Stolberg und Stolberg-Roßla dem Oberkonsistorium, bis diese beiden und das Konsistorium Wittenberg 1815 unter preußische Hoheit wechselten.
An verwaltungstechnischen Aufgaben fielen dem Konsistorium unter anderem zu: die Aufsicht über den öffentlichen Gottesdienst, die Aufsicht über die Verwaltung der Kirchengüter, Hospitäler und Armenhäuser, die Aufsicht über die geistlichen Personen einschließlich deren Lebenswandels und sittlichen Betragens, die Prüfung und Einsetzung von Kirchen- und Schuldienern sowie die Ausübung der Zensur in Religionsangelegenheiten. Die Gerichtsbarkeit des Konsistoriums erstreckte sich auf alle geistlichen Personen, deren Verwandte und Bedienstete, Kirchen, Friedhöfe und andere kirchliche Einrichtungen. Schließlich oblagen ihm auch Eheklagesachen (Eheversprechungen, Scheidungen).
Das Konsistorium Leipzig bestand aus vier Beisitzern (Assessoren), von denen der älteste den Vorsitz übernahm. Je zwei von ihnen waren Juristen und Theologen. Durch die Universität, das Oberhofgericht und den Schöppenstuhl in der Stadt war stets genügend Auswahl für Nachbesetzungen vorhanden. Später kamen noch einige technische Kräfte hinzu.
Der Sitz des Konsistoriums war im Westflügel des Amtshauses an der Nordseite des Thomaskirchhofs.
Durch eine Verordnung vom 10. April 1835 wurde das Leipziger Konsistorium – wie alle sächsischen Konsistorien – aufgelöst. Seine Aufgaben übernahmen die Kreisdirektion Leipzig und das Appellationsgericht Leipzig.